# Abdij Murbach
De Abdij Murbach was een van oorsprong benedictijner abdij in de kleine plaats Murbach in de Elzas. De prins-abt van Murbach beheerde een tot de Boven-Rijnse Kreits behorend abdijvorstendom binnen het Heilige Roomse Rijk. Een deel van de abdijkerk en enkele andere gebouwen van de abdij bleven bewaard in Murbach.

## Geschiedenis
Omstreeks 727 stichtte graaf Eberhard van Eguisheim het benedictijner klooster Sint-Leodegarius te Murbach. De Frankische koningen verleenden de abdij in 727 immuniteit en het recht hun abt vrij te kiezen. Het prinsbisdom Straatsburg deed afstand van de bisschoppelijke rechten. De abdij verwierf uitgestrekte bezittingen, onder andere in Luzern, de Sundgouw, de Aargau, de Breisgau en Montbéliard. In 926 werden verschillende monniken van de abdij gedood door plunderende Hongaren. Van de 11e tot de 13e eeuw kende de abdij een bloei. Sommige abten van Murbach werden raadgevers aan het keizerlijk hof. De abdij speelde een politieke rol in heel de Rijnvallei. In 1228 werd de abt voor het eerst als rijksvorst vermeld. Vanaf de 14e eeuw moest de abdij terugplooien op haar kerngebied en afgelegen bezittingen werden verkocht. De abdij kwam in een concurrentiestrijd met de graven van Ferrette en met de Habsburgers. Hoewel de Habsburgers aanspraak maakten op de voogdij, behield de abdij zijn rijksvrijheid tot 1536. Abt Bartholomeus van Andlau-Homburg was een sterke figuur die het prinsdom voorzag van een moderne administratie en toenadering zocht tot de Abdij van Lure. In 1544 kreeg de abdij het recht om munt te slaan. In 1554 verenigde de paus definitief de abdijen Murbach en Lure.
Paragraaf 87 van het Verdrag van Münster van 1648 legde de zelfstandigheid van de abdij vast. In 1680 maakte Frankrijk in het kader van de reunionspolitiek een einde aan de band met het Heilige Roomse Rijk. Binnen Frankrijk behield de abdij een vrij grote autonomie.
In 1759 werd de abdij omgezet in een seculier kapittel. In 1765 verhuisde het sticht naar Guebwiller. In 1789 werd het abtenpaleis in Guebwiller geplunderd en het sticht werd opgeheven.

### Bezit
- de voogdij Guebwiller met de stad Guebwiller en de vijf dorpen la Lauch (met Buhl), Lautenbachzell, Sengern, Bergholtz en Bergholtzzell
- de voogdij Wattwiller met de stad Wattwiller en het dorp Uffholtz
- de voogdij Saint-Amarin met de stad Saint-Amarin en veertien dorpen.

### Monastiek leven
De abdij kende in de 8e en 9e eeuw een bloeiend religieus leven en had met haar scriptorium een grote culturele uitstraling. In de abdij werden annalen geschreven en de monniken verwierven talrijke manuscripten  die werden gekopieerd of werden vertaald van het Latijn in het Hoogduits. Verschillende abten werden ook benoemd als bisschop. Aan deze eerste bloei kwam een einde aan het begin van de 10e eeuw door Hongaarse invallen.
De 12e en het begin van de 13e eeuw brachten een nieuwe bloei. De cultus van de heilige Leodegarius werd gepromoot. In de 10e eeuw was er in Murbach al een leven van deze 7e-eeuwse heilige opgesteld en de abdijkerk bezat een reliek van Sint-Leodegarius. Daarna in de 13e en de 14e eeuw volgde een tijd van economische neergang en achteruitgang van het monastieke leven. In 1335 werd het kloosterleven opgegeven en de monniken, allen van edele geboorte en enkel in naam nog benedictijnen, resideerden elk apart in Murbach.
In de 15e eeuw liet abt Bartholomeus van Andlau-Homburg de bibliotheek en de archieven catalogiseren en kopiëren. In de 16e en de 17e eeuw werden herhaaldelijk pogingen gedaan om het monastieke leven te herstellen, hoewel de abten sinds het einde van de 16e eeuw in commendam werd benoemd en dus niet meer in de abdij resideerden. In 1759 werd de benedictijnse regel uiteindelijk opgeheven. In 1738 werd de abdijkerk gedeeltelijk afgebroken om een nieuwe kerk te bouwen. Maar al na een jaar werd de bouw stopgezet, zogezegd uit geldgebrek. Dit was een gedroomde aanleiding voor de kanunniken om te verhuizen naar het grotere Guebwiller, waar verschillende kanunniken al resideerden in het kasteel Neuenbourg. Daar werden een nieuwe kerk (Notre-Dame) en kapittelgebouwen opgetrokken.

### Regenten

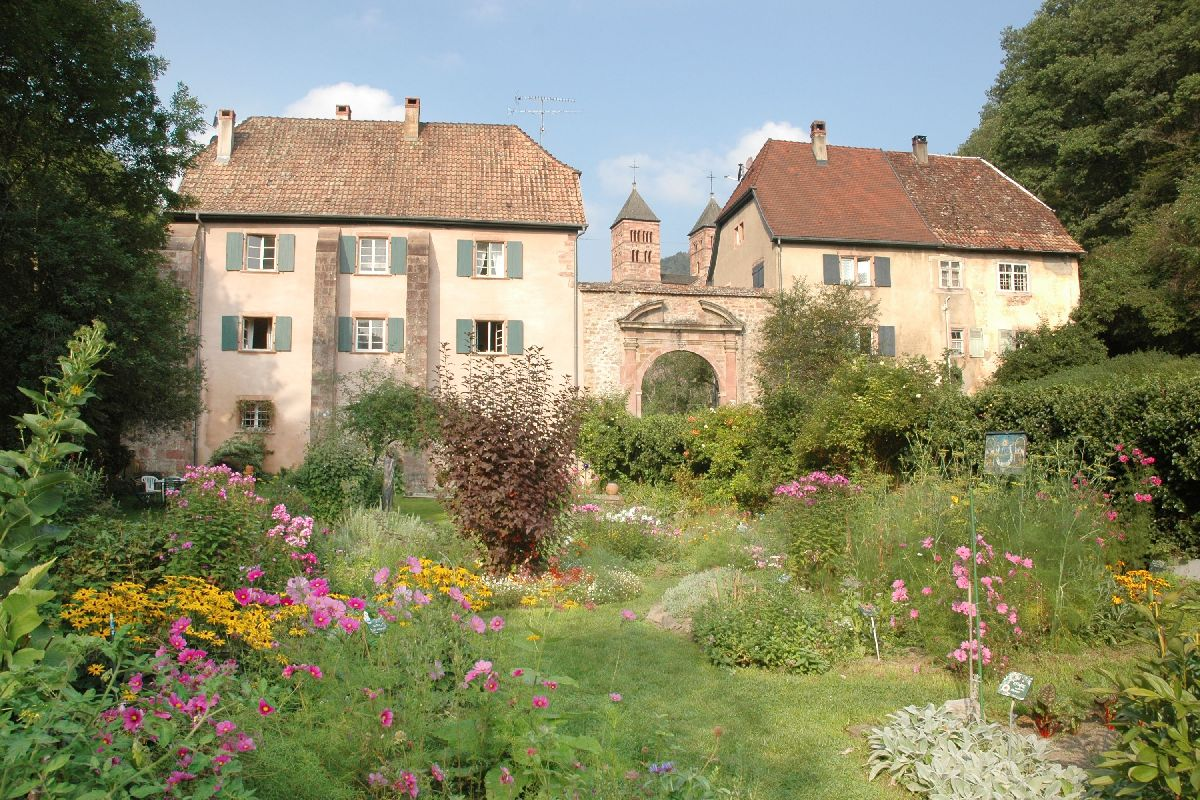
Toegangspoort van de abdij

- 1218-1239: Hugo van Rothenburg (eerste prins-abt)
- 1239-1240: Albert I van Fronburg
- 1240-1261: Thibaud van Faucogney
- 1261-1285: Berthold II van Steinbrunn
- 1285-1298: Berthold III van Falkenstein
- 1298-1304: Albert II van Liebstein
- 1304-1335: Koenraad II Schenk von Stauffenberg
- 1335-1345: Koenraad III Wernher von Murnhard
- 1345-1354: Hendrik van Schauenburg
- 1354-1377: Jan I schout van Gebweiler
- 1377-1387: Willem I Stör von Storenburg
- 1387-1394: Rudolf van Watteville
- 1394-1428: Willem II van Wasselnheim
- 1428-1433: Peter van Ostein
- 1433-1447: Diederik van Domont
- 1447-1476: Bartholomeus van Andlau-Homburg
- 1476-1489: Achaz van Griessen
- 1489-1513: Günther van Wilsperg
- 1513-1542: Georg van Massmünster
- 1542-1570: Jan II Rudolphe Stör van Storenburg
- 1570-1587: Jan III Ulrich van Raitenau
- 1587-1587: Wolf Diederik van Raitenau
- 1587-1587: Gabriel Giel van Gielsberg (verkozen, niet bevestigd)
- 1587-1600: Andreas van Oostenrijk (1589 bisschop van Konstanz; 1591 bisschop van Brixen)
- 1600-1614: Jan IV Georg van Kalkenriedt
- 1614-1626: Leopold V van Oostenrijk (1598 bisschop van Passau; 1607 bisschop van Straatsburg)
- 1626-1663: Leopold Willem van Oostenrijk
- 1663-1664: Colomban van Andlau-Homburg
- 1664-1682: Frans Egon van Fürstenberg (1663 bisschop van Straatsburg)
- 1682-1686: Félix Egon van Fürstenberg (administrator)
- 1686-1720: Philips Eberhard van Löwenstein-Wertheim-Rochefort
- 1720-1737: Célestin van Beroldingen
- 1737-1756: Frans II Armand van Rohan-Soubise (bisschop van Straatsburg)
- 1756-1786: Léger (Casimir) van Rathsamhausen
- 1786-1790: Benoît-Antoine-Frédéric van Andlau-Homburg

## Abdijgebouwen
In 1381 werd de abdijkerk getroffen door een zware brand. In 1693 werd de kapel Notre-Dame de Lorette gebouwd. In 1738 werd het schip van de abdijkerk afgebroken en later werden ook de kloostergebouwen afgebroken om te dienen als bouwmateriaal voor de kerk Notre-Dame in Guebwiller en andere gebouwen in de omgeving. Verschillende gebouwen waaronder de hoeve van de abdij bleven bewaard.